# التهاب الأوتار
التهاب الأوتار (بالإنجليزية: tendonitis)‏ هو نوع من اضطرابات الأوتار يؤدي إلى الألم والتورم وضعف الوظيفة. الألم عادة ما يكون أسوأ مع الحركة. يحدث هذا حدوثًا شائعًا حول الكتف (التهاب الأوتار ذات الكفة المدورة، التهاب الأوتار ذات الرأسين)، الكوع، المعصم، الورك، الركبة أو الكاحل.
قد تشمل الأسباب إصابة أو أنشطة متكررة. وتشمل أقل الأسباب شيوعًا العدوى والتهاب المفاصل والنقرس وأمراض الغدة الدرقية والسكري. يعتمد التشخيص عادة على الأعراض والفحص والتصوير الطبي في بعض الأحيان. بعد بضعة أسابيع من حدوث إصابة، يبقى التهاب ضئيل، حيث تتعلق المشكلة الأساسية بليفات الوتر الضعيفة أو المتقطعة.
قد يشمل العلاج الراحة، مضادات الالتهاب غير الستيروئيدية، والتجبير، والعلاج الطبيعي. يمكن استخدام الحقن الستيرويدية أو الجراحة. حوالي 80% من الناس يتحسنون في غضون 6 أشهر. اعتلال الأوتار شائع نسبيا. يتأثر كبار السن أكثر شيوعًا.

## العلامات والأعراض
تشمل الأعراض انتفاخ على الحس والألم، وغالبًا عند ممارسة الرياضة أو الحركة.

## الأسباب
قد تشمل الأسباب الإصابة أو أنشطة متكررة مثل التنس. تشمل المجموعات المعرضة للخطر الأشخاص الذين يقومون بالعمل اليدوي والموسيقيين والرياضيين. [8] تشمل الأسباب الأقل شيوعًا العدوى والتهاب المفاصل والنقرس وأمراض الغدة الدرقية والسكري.
ترتبط المضادات الحيوية الكينولونية بزيادة خطر التهاب الأوتار وتمزق الأوتار. وجدت مراجعة عام 2013 أن نسبة حالات الإصابة في الأوتار بين الذين يتناولون الفلوروكينولونات تتراوح بين 0.08 و 0.2٪. غالباً ما تؤثر الفلوروكينولونات على الأوتار الكبيرة الحاملة في الطرف السفلي، وخاصةً وتر العرقوب الذي ينفجر في حوالي 30 إلى 40٪ من الحالات.
على الرغم من أن التهاب الأوتار يمكن أن ينتج من إصابة مفاجئة، يحتمل بدرجة أكبر أن ينبع من تكرار حركة معينة مع مرور الوقت. يصاب أغلب الأفراد بالتهاب الأوتار لأن أعمالهم أو هواياتهم تنطوي على حركات متكررة، الأمر الذي يشكل ضغطًا على الأوتار.
من المهم استخدام التقنية المناسبة خاصة عند إجراء حركات رياضية متكررة أو أنشطة متعلقة بالعمل. يمكن أن تشكل التقنية غير المناسبة ضغطًا زائدًا على الأوتار - والذي يمكن أن يحدث مع التهاب لقيمة العضد الوحشية (مرفق التنس) على سبيل المثال - ويؤدي إلى التهاب الأوتار.

### الأنواع
التهاب وتر أخيل
التهاب الأوتار الكلسي
التهاب الأوتار الرضفي

## عوامل الخطر
تتضمن عوامل خطر الإصابة بالتهاب الأوتار السن أو العمل في وظائف معينة أو ممارسة ألعاب رياضية معينة.

### العمر
مع تقدم الأفراد في العمر، تصبح الأوتار أقل مرونة، مما يجعل إصابتها أسهل.

### مهنة
يكون التهاب الوتر شائعًا لدى الأشخاص الذين تتضمن وظائفهم ما يلي:
- حركات متكررة
- وضعيات غير ملائمة
- رفع اليد لأعلى رفعًا متكررًا
- الاهتزاز
- إجهاد شديد[18]

### الرياضات
قد تكون أكثر عرضة للإصابة بالتهاب الأوتار إذا كنت تشارك في ألعاب رياضية معينة تنطوي على حركات متكررة، خاصةً إذا لم تكن أساليبك متقنة. قد يحدث هذا مع:
- البيسبول
- كرة السلة
- البولينج
- الجولف
- الجري
- السباحة
- التنس

## المضاعفات
من دون العلاج المناسب، يمكن أن تتسبب التهابات الأوتار في زيادة خطر إصابتك بتمزق الأوتار — وهي حالة أكثر خطورة قد تتطلب إجراء جراحة.
إذا استمر تهيج الوتر لعدة أسابيع أو شهور، فقد تنشأ حالة تدعى الداء الوتري. وتنطوي هذه الحالة على تغيرات تنكسية في الوتر، إلى جانب نمو غير طبيعي لأوعية دموية جديدة.

## الوقاية
لتقليل فرصتك في الإصابة بالتهاب الأوتار، اتبع هذه الاقتراحات:
- تمهل. تجنب التمارين التي تشكل ضغطًا زائدًا على الأوتار، خصوصًا لفترات طويلة. إذا لاحظت أي ألم خلال نشاط معين، فتوقف واسترح.
- امزجهما معًا. إذا سبب لك أحد الأنشطة أو التمارين ألمًا معينًا أو دائمًا، فجرب نشاطًا آخر. يمكن أن يساعدك التدريب المتقاطع على مزج تمارين أحمال الصدم، مثل الجري، مع تمارين الأحمال الأقل، مثل ركوب الدراجات أو السباحة.
- حسن أسلوبك. إذا كان أسلوبك في نشاط أو تمرين يشوبه أخطاء، فقد تضع نفسك عرضة لمشكلات في أوتارك. فكر في تلقي الدروس أو الحصول على تعليمات احترافية عند بدء رياضة جديدة أو عند استخدام معدات التمارين الرياضية.
- مارس تمارين الإطالة. امض بعض الوقت بعد التمرين لممارسة تمارين الإطالة من أجل تحسين نطاق حركة مفاصلك لأقصى درجة. يمكن أن يساعد هذا على الحد من الصدمة المتكررة على الأنسجة الضيقة. أفضل وقت لممارسة تمارين الإطالة هو بعد ممارسة الرياضة، عندما تُحمى العضلات.
- استخدم الهندسة البشرية لبيئة العمل. إذا كان ذلك ممكنًا، فاحصل على تقييم الهندسة البشرية لمكان العمل وقم بضبط الكرسي ولوحة المفاتيح وسطح المكتب كما هو موصى به نسبةً لطولك وطول ذراعك والمهام المعتادة. هذا سيساعد على حماية جميع المفاصل والأوتار من الضغط النفسي المفرط.
- جهز عضلاتك للعب. يمكن أن تساعد تقوية العضلات المستخدمة في نشاطك أو الرياضة على تحمل الضغط النفسي والأحمال تحملًا أفضلًا.

## التشخيص
يمكن لطبيبك عادة أن يشخص التهاب الوتر أثناء الفحص الجسدي وحده. قد يطلب طبيبك إجراء اختبار تصوير بالأشعة السينية أو اختبارات التصوير الأخرى، إذا كانت ضرورية لاستبعاد حالات أخرى قد تكون سببًا في ظهور الأعراض والعلامات.

## العلاج
إن أهداف علاج التهاب الأوتار تتمثل في تخفيف الألم وتقليل الالتهاب. قد تكون رعاية التهاب الأوتار بنفسك - وتشمل الراحة وتناول مسكنات الألم التي تُصرف دون وصفة طبية - هي العلاج الكامل الذي تحتاجه.

### الأدوية
قد يصف طبيبك هذه الأدوية لعلاج التهاب الوتر:
- مسكنات الألم: قد يخفف من الألم ذي الصلة بالتهاب الوتر تناول الأسبرين، أو الصوديوم نابروكسين، أو إيبوبروفين. قد تحقق الكريمات الموضعية ذات المكونات الدوائية المضادة للالتهاب - المنتشرة في أوروبا والآخذة في الانتشار في الولايات المتحدة - أثرًا في تخفيف الألم من دون التأثيرات الجانبية المحتملة لتناول أدوية فموية مضادة للالتهاب.[19]
- الهرمونات المنشطة (الكورتيكوستيرويدات): في بعض الأحيان، قد يحقن طبيبك دواءً كورتيكوستيرويدي حول الوتر لتخفيف وطأة التهابه. يقلل حقن الكورتيزون الالتهاب، ويمكن أن يساعد في تخفيف الألم. لا يوصى باستعمال الكورتيكوستيرويدات لعلاج التهابات الأوتار التي تستمر لأكثر من ثلاثة أشهر (التهابات الأوتار المزمنة)؛ فقد يضعف الحقن المتكرر الوتر، ويزيد خطر تمزقه. لم تظهر حقن الستيرويد فوائد على المدى الطويل ولكن ثبت أن تكون أكثر فعالية من المسكنات في المدى القصير.[20] يبدو أن لديها فائدة قليلة في التهاب الأوتار في الكفة المدورة.[21] هناك بعض المخاوف من أنها قد يكون لها آثار سلبية.[22]
- البلازما الغنية بالصفائح الدموية (PRP): ينطوي العلاج بالبلازما الغنية بالصفائح الدموية (PRP) على أخذ عينة من دمك وتدوير الدم لفصل الصفائح الدموية والعناصر المعالجة الأخرى.[23] بعد ذلك، يُحقن المحلول في منطقة تهيج الوتر المزمن. ومع أن البحث لم يزل جاريًا لتحديد أفضل الاستخدامات، والتركيزات، والأساليب، فإن حقن البلازما الغنية بالصفائح الدموية في منطقة تهيج الوتر المزمن يعد علاجًا واعدًا للعديد من الحالات المزمنة التي تصيب الأوتار.[24]

### العلاج الطبيعي
قد تستفيد من برنامج ممارسة التمارين المحددة المصمم لإطالة وحدة أوتار العضلات المصابة وتقويتها. على سبيل المثال، أثبتت التقوية اللامركزية - التي تؤكد على تقليص عضلة أثناء تمددها - أنها علاج فعال جدًا للعديد من الحالات المزمنة التي تصيب الأوتار ويُنظر إليها الخط الأول في العلاج.

### الإجراءات الجراحية وغيرها من الإجراءات
في الحالات التي لم يحل العلاج الطبيعي فيها الأعراض، قد يقترح طبيبك ما يلي:
- الوخز بالأبر الجافة: ينطوي هذا الإجراء على عمل ثقوب صغيرة في الوتر باستخدام إبرة رفيعة لتحفيز العوامل المشاركة في شفاء الوتر.
- العلاج بالموجات فوق الصوتية: يستخدم الإجراء طفيف التوغل هذا شقًا صغيرًا لإدخال جهاز خاص يزيل الأنسجة المتندبة في الأوتار باستخدام الموجات فوق الصوتية.
- الجراحة: بناء على شدة إصابة الوتر، قد يلزم الخضوع لإصلاح جراحي خاصة إذا كان الوتر ممزقًا بعيدًا عن العظام.

## نمط الحياة والعلاجات المنزلية
لعلاج التهاب الأوتار في المنزل، يتوجب استخدام أربع تقنيات الراحة والثلج والضغط والرفع. قد يساعد هذا العلاج في تسريع الشفاء والمساعدة في منع حدوث مشكلات إضافية.
- الراحة. تجنب الأنشطة التي تزيد من الألم أو التورم. لا تحاول العمل أو اللعب في أثناء وجود الألم. الراحة عامل أساسي لشفاء الأنسجة. ولكنها لا تعني الراحة في الفراش تمامًا. يمكنك القيام ببعض التمارين والأنشطة الأخرى التي لا تضغط على الوتر المصاب. يمكن تحمل السباحة والتمارين المائية جيدًا.
- الثلج. لتقليل الألم والتقلصات العضلية والتورم، ضع الثلج على المنطقة المصابة مدة تصل إلى 20 دقيقة عدة مرات في اليوم. يمكن لأكياس الثلج أو التدليك بالثلج أو الاستحمام بالثلج المُذاب باستخدام الثلج والماء أن تساعدك في ذلك. للتدليك بالثلج، جمد كوبًا مصنوعًا من البلاستيك الفوم ممتلئًا بالماء حتى تتمكن من إمساك الكوب في أثناء وضع الثلج على الجلد مباشرةً.
- الضغط. حيث إن التورم قد يتسبب في فقدان الحركة في المفصل المصاب، اضغط المنطقة حتى يتوقف التورم. اللفافات أو الضمادات المرنة الضاغطة هي الأفضل.
- الرفع. إذا كانت ركبتك مصابة بالتهاب الأوتار، فارفع ساقك المصابة فوق مستوى قلبك لتقليل التورم.

بالرغم من أن الراحة هي جزء أساسي من علاج التهاب الأوتار، فالخمول يمكن أن يتسبب في تيبس المفاصل. بعد بضعة أيام من الراحة التامة للمنطقة المصابة، حركها بلطف بحرية تامة للحفاظ على مرونة المفصل.
يمكنك أيضًا تجربة الأدوية التي تُصرف دون وصفة طبية- مثل أسبرين أو إيبوبروفين أو الصوديوم نابروكسين أو أسيتامينوفين - لمحاولة الحد من عدم الراحة المرتبط بالتهاب الأوتار.

### ما الذي يخفف من ألم التهاب الأوتار على نحو أفضل — الثلج أم الحرارة؟
في بداية حدوث الإصابة، فالثلج خيار أفضل من الحرارة - وخاصةً في أول ثلاثة أيام أو نحو ذلك. الثلج يخدر الألم ويسبب انقباض الأوعية الدموية، مما يساعد على الحد من التورم. واظب على وضع الثلج على المنطقة المصابة لمجرد 15 إلى 20 دقيقة كل أربع إلى ست ساعات - وتأكد من وضع منشفة أو قطعة قماش بين حشوة الثلج وجلدك.
بعد مرور الأيام الثلاثة الأولى، يمكن أن تكون الحرارة أكثر إفادة في حالة ألم التهاب الأوتار المزمن. يمكن للحرارة كذلك أن تزيد تدفق الدم إلى موضع الإصابة، وهو ما قد يعزز عملية الشفاء. ترخي الحرارة العضلات كذلك، وهو ما يعزز تخفيف الألم.
تُعد الأوتار أشرطة قوية من الأنسجة الليفية التي تربط العضلات بالعظام. تساعد الأوتار العضلات في مباشرة حركة مفاصلك والسيطرة عليها. وعادةً ما يحدث التهاب الأوتار عندما تتهيج الأوتار بمرور الوقت نتيجة الحركات المتكررة أو الضغط النفسي أو الإصابات المتكررة. وكنتيجة لذلك، يحدث ألم وتورم في الأوتار المحيطة بالمفصل، مثل مفصل الكاحل أو المرفق أو الكتف. كما تصبح الأوتار أقل مرونة مع تقدم العمر، لذا، فالتهاب المفاصل يعد أكثر شيوعًا لدى كبار السن.

## احصائيات المرض
تعد إصابة الأوتار واعتلال الأوتار الناتج عن ذلك مسئولين عن ما يصل إلى 30 ٪ من الاستشارات للأطباء الرياضيين وغيرهم من مقدمي الخدمات الصحية في العضلات والعظام. غالبًا ما يُرى اعتلال الأوتار في أوتار الرياضيين إما قبل الإصابة أو بعدها، ولكنه أصبح أكثر شيوعًا في غير الرياضيين والسكان المستقرين. على سبيل المثال، فإن غالبية المرضى الذين يعانون من اعتلال الأوتار في وتر العرقوب في دراسة عامة قائمة على السكان لم يربطوا حالتهم بنشاط رياضي. في دراسة أخرى، زاد عدد السكان المصابين باعتلال الأوتار في العرقوب ستة أضعاف من 1979-1986 إلى 1987-1994. يتراوح حدوث اعتلال الأوتار في الكفة المدورة بين 0.3 ٪ إلى 5.5 ٪ وانتشار سنوي من 0.5 ٪ إلى 7.4 ٪.

## أبحاث
عُثر على فائدة استخدام نظام إيصال أكسيد النيتريك (بقع ثلاثي الجليسريل) على منطقة الألم الأقصى للحد من الألم وزيادة نطاق الحركة والقوة.
يتضمن العلاج الواعد تمارين إطالة تقلصات العضلات.

## الفيزيولوجيا المرضية
غدت الفيزيولوجيا المرضية غير مفهومة تماماً منذ عام 2016. على الرغم من أنه يبدو أن للالتهاب دور في المرض إلا أنه ما زالت العلاقات بين التغيرات التي تحدث في بنية الأنسجة ووظيفة الأوتار والألم أموراً غير مفهومة، إضافة إلى وجود العديد من النماذج المتنافسة التي لم يجرِ التحقق من صواب أو خطأ أيّ منها بعد. تتضمن الآليات الجزيئية التي تعدّ طرفاً في الالتهاب إفراز السيتوكينات الالتهابية مثل إنترلوكين 1 بيتا، الذي يقلل من مقدار النوع الأول للكولاجين للحمض النووي الريبوزي الرسول في الخلايا الوترية البشرية ويسبب تدهوراً للمطرس خارج الخلوي للوتر.
هنالك مجموعة من النظريات متعددة العوامل التي من الممكن أن تتضمن: التحميل المفرط للوتر واختلال تركيب الكولاجين المرتبط بالخلايا الوترية ونقص التروية الناجم عن حمل الأوزان والنمو العصبي والتلف الحراري واستجابات التكيّف الضاغطة. كما من الممكن أن تكون الحركة الانزلاقية للحزم داخل الوتر وقوّة الشدّ في السطح البيني للحزم عاملاً ميكانيكياً أساسياً في نشوء التهاب الأوتار وتعريضها للتمزّق. كما رُبطت السمنة، أو بالأخص دقّة السمنة المفرطة والبدانة، بزيادة معدل الإصابة باعتلال الوتر.
على الرغم من ذلك، يعتبر السبب الأكثر شيوعاً لنشوء هذه الحالة هو المزيج بين متلازمة الإجهاد المتكرر وبعض العوامل الداخلية والخارجية، التي تؤدي إلى ما يمكن رؤيته كتدخّل تدريجي أو فشل الاستجابة العلاجية الفطرية. ينطوي التهاب الأوتار على الموت الخلوي المبرمج واختلال المطرس والتوعّي الحديث.
تشتمل السمات التقليدية «داء الوتر» على التغيّرات التنكّسية في مطرس الكولاجين وفرط الخلوية وفرط الوعائية، إضافة إلى نقص الخلايا الالتهابية التي اعترضت ما يسمّى خطأً «بالتهاب الوتر».
تشتمل النتائج البحثية النسيجية على النسيج الحبيبي والتمزّق المجهري والتغيّرات التنكّسية، إلا أنها لا تشمل الالتهاب التقليدي. وبناء على ذلك، يُستخدم مصطلح «اعتلال أو داء وتر الجانب الوحشي للمرفق» بدلاً من «التهاب لقيمة العضد الوحشية».
يُظهر الفحص الطبّي لأنسجة مرفق لاعب التنس وجود أنسجة غير التهابية، لذلك يُستخدم مصطلح «داء الوتر الورمي الليفي الوعائي».
تحتوي الخلايا المزروعة من الأوتار المعتلّة على إنتاج متزايد من النوع الثالث للكولاجين.
يعرض مخطط الأمواج فوق الصوتية الطولية للجانب الوحشي من المرفق سماكة وتغايرية في وتر العضلة الأصلية الباسطة والذي يتوافق مع داء الوتر، بينما تكشف الموجات فوق الصوتية عن تكلّسات وتمزّقات خلالّية وعدم انتظام ملحوظ في اللقيمة الوحشية. وعلى الرغم من استخدام مصطلح «التهاب اللقيمة» استخدامًا متكررًا ليرمز إلى هذا الاضطراب، إلا أن معظم النتائج البحثية لدراسات التشريح المرضي النسيجي لم تقدّم أي دليل على وجود عملية التهابية حادّة أو مزمنة. أظهرت الدراسات النسيجية أن هذه الحالة ناجمة عن تنكّس الوتر الذي يتسبب باستبدال النسيج الطبيعي بترتيب غير منظّم للكولاجين. وبناء على ذلك، يشار إلى هذا الاضطراب على أنه «داء الوتر» أو «اعتلال الوتر» بدلاً من تسميته «التهاب الوتر». 
يُظهر مخطط دوبلر للأمواج فوق الصوتية تغيّرات في الأوتار الهيكلية، كما يُظهر مناطق وعائية وناقصة الصدى تتطابق مع مناطق الألم في المنشأ الباسطي.
يرتبط اعتلال الوتر غير التمزّقي الناجم عن حمل الأوزان عند البشر بزيادة نسبة بروتينات الكولاجين من النوع الثالث والأول، وهو تحوّل من الأكبر إلى الأصغر بالنسبة إلى قطر اللييفات الكولاجينية مما يؤدي إلى التواء الحزم الكولاجينية في مطرس خارج الخلوي للوتر والتواء الخلايا الوترية ونوياتها.

## التشخيص
تتراوح الأعراض من الأوجاع والآلام وتصلّب المفصل الموضعي إلى الحرق الذي يحيط بالمفصل بأكمله حول الوتر الملتهب. وفي بعض الحالات، يترافق التورّم مع الحرارة والاحمرار، ومن الممكن أن تظهر عقد مرئية حول المفصل. في هذه الحالة، يصبح الألم أسوأ عادة أثناء وبعد القيام بالأنشطة، ومن الممكن أن تصبح منطقة المفصل والوتر أكثر تصلّباً في اليوم التالي بعد أن تنقبض العضلات جرّاء حركة الوتر. يروي العديد من المرضى عن ارتباط الظروف المرهقة في حياتهم وبدايات الألم التي من الممكن أن تساهم في ظهور الأعراض.

### التصوير التشخيصي الطبّي
يمكن استخدام التصوير بالموجات فوق الصوتية لتقييم الإجهاد النسيجي والخصائص الميكانيكية الأخرى.
أصبحت تقنيات الموجات فوق الصوتية أكثر شيوعاً لأنها قليلة التكلفة وآمنة وسريعة. من الممكن استخدام الموجات فوق الصوتية لتصوير الأنسجة، كما تتمكّن الموجات الصوتية من توفير معلومات حول الحالة الميكانيكية للنسيج.

## العلاج
يعتبر علاج إصابات الوتر واقياً إلى حدّ كبير. ويعدّ استخدام الأدوية غير الستيرويدية المضادّة للالتهابات والرّاحة والعودة التدريجية لممارسة الرياضة أكثر العلاجات شيوعاً. تساعد الراحة في منع حدوث ضرر أكبر في الوتر. كثيراً ما يوصى باستخدام الثلج والضغط والرفع أيضاً. كما من الممكن أن يكون كلّ من العلاج الفيزيائي والعلاج الاعتمالي واستخدام مقوّمة انحناء العظام والكتّافات مفيداً. يبدأ الشفاء الأولي في غضون 2 إلى 3 أيام عادةً، أما الشفاء التام فيحتاج من 3 إلى 6 أشهر.
يبدأ داء الوتر مع انتهاء المرحلة الحادّة من مراحل الشفاء (من 6 إلى 8 أسابيع) في حال تُركت المنطقة دون مداواة كافية. يساعد علاج التهاب الوتر في تخفيف بعض من مخاطر الإصابة بداء الوتر الذي يحتاج إلى وقت أطول للشفاء.
هنالك أدلّة مبدئية على تأثير العلاج بمستويات منخفضة من الليزر في علاج اعتلال الوتر. يعتبر تأثير التدليك الاحتكاكي المستعرض العميق في علاج مرفق لاعب التنس والتهاب وتر الجانب الوحشي للركبة مبهماً.

## المصطلحات
يعتبر «التهاب الوتر» (Tendonitis) شائع للغاية على الرغم من كونه مصطلحاً مضللاً. بحكم تعريفه، تشير اللاحقة (-itis) إلى كلمة «التهاب». والالتهاب هو  استجابة الجسم الموضعية لتلف الأنسجة الذي يشمل خلايا الدم الحمراء وخلايا الدم البيضاء وبروتينات الدم مع تمدد الأوعية الدموية حول مكان الإصابة. تعتبر الأوتار نسبياً لاوعائية. تعتبر الستيرويدات القشرية مفيدةً في تخفيف الآلام المزمنة الناجمة عن اعتلال الوتر وفي تحسين وظيفة الوتر وتقليل تورّمه على المدى القصير. ومع ذلك، يعتبر استخدامها المتكرر خطيراً جداً على المدى الطويل. عادةً ما تُحقن مع كمية صغيرة من دواء مخدّر يسمّى «ليدوكايين». تُظهر الأبحاث أن الأوتار تصبح أضعف بعد حقن كورتيكوستيرويد. لا يزال «التهاب الوتر» (Tendonitis) تشخيصاً شائعاً على الرغم من التوثيق المستمر للأبحاث على أن ما يُعتقد بأنه «التهاب الوتر» (Tendonitis) هو عادةً «داء الوتر».
الحالات التشريحية المشابهة رغم كونها مختلفة هي:
- التهاب الارتكاز، الذي يحدث عند وجود التهاب في الأطراف وفي المواقع التي تدخل فيها الأوتار والأربطة في العظام.[47][48] يقترن بالتهابات المفاصل المرتبطة بزيادة مستضد الكريات البيضاء البشرية (HLA B27) مثل التهاب الفقار المقسّط والتهاب المفاصل الصدافي والروماتيزم.[49][50]
- التهاب الناتئ، وهو التهاب في مرتكز العظم، ويرتبط عمومًا بالإجهاد عند الأطفال في مرحلة النمو.[51][52][53]

## حيوانات أخرى
أطلق الخيّالون مصطلح «الوتر المقوّس» على التهاب الوتر (الالتهاب) وداء الوتر (التنكّس)، وهو الأكثر شيوعاً في وتر العضلة القابضة الإصبعي السطحي في القدم الأمامية عند الأحصنة.
تستخدم الخلايا الجذعية المتعلقة باللحمة المتوسطة، والتي تشتقّ من نخاع أو دهون عظم الحصان، حالياُ في إصلاح الوتر عند الأحصنة.